# Gare d’Allenc
Gare d’Allenc vasútállomás Franciaországban, Allenc településen.

## Vasútvonalak
Az állomást az alábbi vasútvonalak érintik:
- Monastier-La Bastide-Saint-Laurent-les-Bains-vasútvonal

## Kapcsolódó állomások
A vasútállomáshoz az alábbi állomások vannak a legközelebb:
- Gare de Bagnols - Chadenet
- Gare de Belvezet